# Sandown, Isle of Wight
Sandown är en stad och civil parish på ön Isle of Wight i södra England. Staden ligger på öns sydöstra kust, strax nordost om Shanklin. Tätorten (built-up area) hade 11 654 invånare vid folkräkningen år 2021.
Staden är berömd för sina höga kritklippor vid Engelska kanalen. Sandown är en vänort med Tonnay-Charente, en stad som ligger västra Frankrike.